# Mistrzostwa Polski w Łyżwiarstwie Figurowym 2021
Mistrzostwa Polski w łyżwiarstwie figurowym 2021 – zawody mające na celu wyłonienie najlepszych łyżwiarzy figurowych w Polsce. W ramach mistrzostw Polski rozgrywano:
- Mistrzostwa Polski Seniorów, Mistrzostwa Polski Juniorów (pary taneczne) – 11–12 grudnia 2020 w Cieszynie (Mistrzostwa Czterech Narodów)
- Mistrzostwa Polski Juniorów (soliści, solistki) – 5–7 lutego 2021 w Gdańsku
- Mistrzostwa Polski Młodzików / Młodzieżowe Mistrzostwa Polski – 19–23 stycznia 2021 w Cieszynie
- Mistrzostwa Polski w łyżwiarstwie synchronicznym – 29–31 stycznia 2021 w Bydgoszczy

## Wyniki
Zawody mistrzostw czterech narodów odbywały się w trybie hybrydowym, zawodnicy, którzy ze względu na pandemię COVID-19 nie mogli przyjechać na mistrzostwa, mogli być klasyfikowani w mistrzostwach krajowych na podstawie udziału zdalnego, czyli występu online. Z takiej możliwości skorzystały dwie polskie pary taneczne: Oliver i Andari w kategorii juniorów oraz Hertenstein i Binkowski w kategorii seniorów.

### Kategoria seniorów
Pozycje w poszczególnych segmentach wynikają z klasyfikacji mistrzostw czterech narodów.

#### Soliści
| Poz. | Zawodnik          | Klub                    | Nota łączna | SP | SP    | FS | FS     |
| ---- | ----------------- | ----------------------- | ----------- | -- | ----- | -- | ------ |
| 1    | Kornel Witkowski  | ŁTŁF Łódź               | 169,60      | 3  | 61,19 | 2  | 108,41 |
| 2    | Łukasz Kędzierski | MKŁ Łódź                | 165,87      | 2  | 61,46 | 4  | 104,41 |
| 3    | Miłosz Witkowski  | ŁTŁF Łódź               | 159,06      | 4  | 52,32 | 3  | 106,74 |
| 4    | Piotr Wiśniewski  | MKS Axel Toruń          | 116,38      | 6  | 40,54 | 6  | 75,84  |
| 5    | Ludwik Piksa      | GKS Stoczniowiec Gdańsk | 88,85       | 8  | 23,60 | 8  | 65,25  |

#### Solistki
| Poz. | Zawodniczka          | Klub               | Nota łączna | SP | SP    | FS | FS     |
| ---- | -------------------- | ------------------ | ----------- | -- | ----- | -- | ------ |
| 1    | Jekatierina Kurakowa | MKS Axel Toruń     | 178,54      | 1  | 57,64 | 1  | 120,90 |
| 2    | Elżbieta Gabryszak   | ŁKS Soła Oświęcim  | 127,05      | 4  | 48,33 | 5  | 78,72  |
| 3    | Natalia Lerka        | MKŁ Łódź           | 115,60      | 7  | 40,80 | 6  | 74,80  |
| 4    | Agnieszka Rejment    | MKS Axel Toruń     | 108,52      | 8  | 37,89 | 12 | 70,63  |
| 5    | Karolina Białas      | UKŁF Spin Katowice | 108,48      | 11 | 35,53 | 8  | 72,95  |
| 6    | Laura Szczęsna       | MKŁ Łódź           | 106,65      | 13 | 33,02 | 7  | 73,63  |
| 7    | Aleksandra Rudolf    | MKS Axel Toruń     | 101,70      | 12 | 35,19 | 13 | 66,51  |
| 8    | Martyna Grocholska   | ŁKS Soła Oświęcim  | 97,99       | 9  | 36,74 | 17 | 61,25  |
| 9    | Amelia Konik         | ŁKS Soła Oświęcim  | 95,00       | 18 | 29,30 | 14 | 65,70  |
| 10   | Nicola Adamczyk      | ŁKS Soła Oświęcim  | 94,33       | 15 | 31,32 | 16 | 63,01  |

#### Pary sportowe
| Poz. | Zawodnicy                    | Klub              | Nota łączna | SP | SP    | FS  | FS  |
| ---- | ---------------------------- | ----------------- | ----------- | -- | ----- | --- | --- |
| WD   | Anna Hernik / Michał Woźniak | ŁKS Soła Oświęcim | DNS         | 1  | 38,02 | DNS | DNS |

#### Pary taneczne
| Poz. | Zawodnicy                                  | Klub           | Nota łączna | RD | RD    | FD | FD     |
| ---- | ------------------------------------------ | -------------- | ----------- | -- | ----- | -- | ------ |
| 1    | Natalia Kaliszek / Maksym Spodyriew        | MKS Axel Toruń | 181,98      | 1  | 77,04 | 1  | 104,94 |
| 2    | Anastasija Polibina / Pawieł Gołowisznikow | MKS Axel Toruń | 157,84      | 2  | 61,90 | 2  | 95,94  |
| 3    | Jenna Hertenstein / Damian Binkowski       |                | 136,88      | 3  | 51,82 | 3  | 85,06  |

### Kategoria juniorów

#### Soliści
| Poz. | Zawodnik            | Klub                 | Nota łączna | SP | SP    | FS | FS     |
| ---- | ------------------- | -------------------- | ----------- | -- | ----- | -- | ------ |
| 1    | Kornel Witkowski    | ŁTŁF Łódź            | 177,81      | 2  | 56,68 | 1  | 121,13 |
| 2    | Michaił Mogilen     | MKS Axel Toruń       | 163,18      | 1  | 57,93 | 2  | 105,25 |
| 3    | Jegor Chłopkow      | MUKS Euro6 Warszawa  | 151,24      | 4  | 50,29 | 3  | 100,95 |
| 4    | Jakub Lofek         | UKŁF Unia Oświecim   | 139,03      | 3  | 55,06 | 4  | 83,97  |
| 5    | Jakub Rosłaniec     | UKŁF Ochota Warszawa | 122,02      | 5  | 43,47 | 5  | 78,55  |
| 6    | Szymon Derechowski  | UKŁF Spin Katowice   | 101,38      | 6  | 36,23 | 6  | 65,15  |
| 7    | Andrzej Nakonieczny | UKŁF Ochota Warszawa | 85,22       | 7  | 33,70 | 7  | 51,52  |

#### Solistki
| Poz. | Zawodniczka          | Klub                    | Nota łączna | SP | SP    | FS | FS     |
| ---- | -------------------- | ----------------------- | ----------- | -- | ----- | -- | ------ |
| 1    | Jekatierina Kurakowa | MKS Axel Toruń          | 180,11      | 1  | 63,09 | 1  | 117,02 |
| 2    | Karolina Białas      | UKŁF Spin Katowice      | 124,07      | 2  | 43,87 | 2  | 80,20  |
| 3    | Natalia Lerka        | MKŁ Łódź                | 118,16      | 4  | 40,90 | 4  | 77,26  |
| 4    | Arina Krupenia       | UKŁF Ochota Warszawa    | 117,74      | 3  | 42,31 | 5  | 75,43  |
| 5    | Laura Szczęsna       | MKŁ Łódź                | 115,81      | 9  | 37,94 | 3  | 77,87  |
| 6    | Julia Polniuk        | MUKS Euro6 Warszawa     | 113,37      | 8  | 38,18 | 6  | 75,19  |
| 7    | Jagoda Cala          | ŁKS Soła Oświęcim       | 111,70      | 6  | 38,96 | 7  | 72,74  |
| 8    | Anastazja Kołosińska | UKŁF Ochota Warszawa    | 107,46      | 7  | 38,52 | 8  | 68,94  |
| 9    | Martyna Grocholska   | ŁKS Soła Oświęcim       | 102,73      | 11 | 35,73 | 9  | 67,00  |
| 10   | Zofia Grzegorzewska  | MKŁ Łódź                | 102,41      | 5  | 39,19 | 10 | 63,22  |
| 11   | Wiktoria Pacha       | MKŁ Łódź                | 96,51       | 12 | 35,61 | 13 | 60,90  |
| 12   | Amelia Konik         | ŁKS Soła Oświęcim       | 94,26       | 13 | 34,90 | 14 | 59,36  |
| 13   | Anfisa Sewastianowa  | MKS Axel Toruń          | 94,22       | 10 | 36,20 | 19 | 58,02  |
| 14   | Nicola Adamczyk      | ŁKS Soła Oświęcim       | 94,00       | 15 | 33,01 | 12 | 60,99  |
| 15   | Maria Kudla          | MUKS Euro6 Warszawa     | 92,44       | 19 | 30,83 | 11 | 61,61  |
| 16   | Oliwia Strokosz      | FSA Warszawa            | 91,49       | 14 | 33,38 | 18 | 58,11  |
| 17   | Aleksandra Kopyciok  | KS EDGE SA Katowice     | 91,31       | 16 | 31,99 | 15 | 59,32  |
| 18   | Alicja Rejment       | MKS Axel Toruń          | 90,63       | 17 | 31,46 | 16 | 59,17  |
| 19   | Natalia Dziadkowiec  | KS EDGE SA Katowice     | 90,24       | 18 | 31,18 | 17 | 59,06  |
| 20   | Antonina Ziendara    | FSA Warszawa            | 81,84       | 20 | 28,91 | 20 | 52,93  |
| 21   | Gabriela Pauliczek   | UKŁF Unia Oświecim      | 81,14       | 21 | 28,53 | 21 | 52,61  |
| 22   | Angelika Knap        | UKŁF Unia Oświecim      | 75,24       | 23 | 23,10 | 22 | 52,14  |
| 23   | Gabriela Gorstka     | KS EDGE SA Katowice     | 73,64       | 22 | 25,27 | 23 | 48,37  |
| 24   | Martyna Pałubicka    | GKS Stoczniowiec Gdańsk | 62,59       | 24 | 21,41 | 24 | 41,18  |

#### Pary taneczne
| Poz. | Zawodnicy                        | Klub           | Nota łączna | RD | RD    | FD | FD    |
| ---- | -------------------------------- | -------------- | ----------- | -- | ----- | -- | ----- |
| 1    | Olivia Oliver / Joshua Andari    | MKŁ Łódź       | 129,98      | 2  | 51,67 | 1  | 78,31 |
| 2    | Arina Klimowa / Filip Bojanowski | MKS Axel Toruń | 127,50      | 1  | 52,47 | 2  | 75,03 |
| 3    | Sofiia Dovhal / Wiktor Kulesza   | MKS Axel Toruń | 118,37      | 3  | 43,55 | 3  | 74,82 |